# Leonard Pociej
Leonard Pociej herbu Waga (ur. ok. 1730, zm. 14 lipca 1774) – oboźny wielki litewski w latach 1752–1771, strażnik wielki litewski w latach 1771-1774, starosta oteśnicki w 1746 roku, starosta olkienicki, lejpuński i rohaczewski.
Uczył się w warszawskim Collegium Nobilium.
Był posłem z województwa witebskiego na sejm 1750 roku. Był posłem z województwa witebskiego na sejm 1752 roku. Wybrany posłem na sejm 1756 roku z powiatu witebskiego. Poseł powiatu witebskiego na sejm 1761 roku.  Był posłem na sejm 1762 roku. Członek konfederacji generalnej Wielkiego Księstwa Litewskiego w 1764 roku. Był posłem na sejm konwokacyjny (1764) z województwa witebskiego.. Jako pułkownik i poseł województwa witebskiego na sejm elekcyjny był elektorem Stanisława Augusta Poniatowskiego w 1764 roku z województwa witebskiego, jako deputat podpisał jego pacta conventa. W 1766 roku był posłem na Sejm Czaplica z województwa witebskiego.
W 1759 roku odznaczony Orderem Orła Białego.
Pochowany w kaplicy grobowej Pociejów w kościele dominikanów Św. Ducha w Wilnie.